# 瓦瑟克洛茨山
47°43′16″N 14°28′52″E / 47.72111°N 14.48111°E

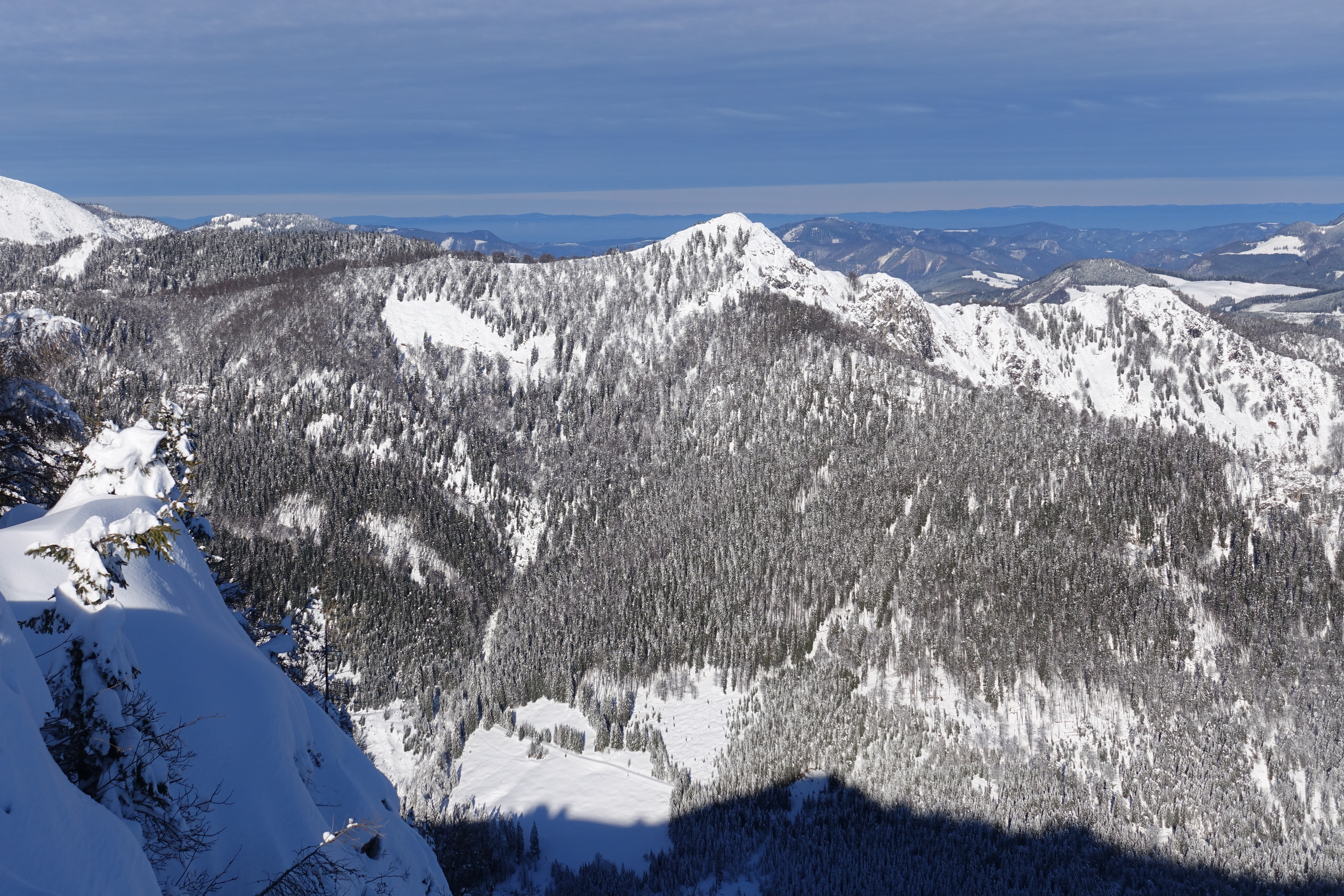

瓦瑟克洛茨山（德語：Wasserklotz），是奧地利的山峰，位於該國北部，由上奧地利州負責管轄，屬於上奧地利前阿爾卑斯山脈的一部分，海拔高度1,505米，每年平均降雨量1,513毫米。